# Czernidłówka brązowoszara
Czernidłówka brązowoszara, czernidłak brązowoszary (Coprinopsis ephemeroides (DC.) G. Moreno) – gatunek grzybów należący do rodziny kruchaweczkowatych (Psathyrellaceae).

## Systematyka
Pozycja w klasyfikacji według Index Fungorum: Coprinopsis, Psathyrellaceae, Agaricales, Agaricomycetidae, Agaricomycetes, Agaricomycotina, Basidiomycota, Fungi.
Po raz pierwszy opisał go w 1805 r. Augustin Pyramus de Candolle, nadając mu nazwę Agaricus ephemeroides. Obecną, uznaną przez Index Fungorum nazwę nadał mu G. Moreno 2010 r. Ostatnie dane molekularne wskazują, że gatunek ten nie należy do Coprinus ani Coprinopsis i prawdopodobnie będzie włączony do oddzielnego rodzaju.
Ma 8 synonimów. Niektóre z nich:
- Coprinus bulbillosus Pat. 1889
- Coprinus ephemeroides (DC.) Fr. 1838[3].

Polską nazwę czernidłak brązowoszary zarekomendował w 2003 r. Władysław Wojewoda (dla synonimu Coprinus ephemeroides). Jest niespójna z aktualną nazwą naukową. W 2025 r. Komisja ds. Polskiego Nazewnictwa Grzybów Polskiego Towarzystwa Mykologicznego zarekomendowała dla rodzaju Coprinopsis nazwę czernidłówka.

## Morfologia
Kapelusz
Wysokość 4–7 mm, średnica 2–3 mm, początkowo elipsoidalny do kulistego, potem przechodzący w rozwarto-stożkowy do wypukłego, na koniec potem płaski o średnicy 7–12 mm. Brzeg początkowo podwinięty, potem wyprostowujący się, z wiekiem wywinięty do góry. Powierzchnia grubo prążkowana, pokryta białawymi granulkami, które stają się bladożółte i grubsze na środku, w miarę dojrzewania kapelusz staje się ogólnie popielatoszary.
Blaszki
Wolne, przyrośnięte, stosunkowo wąskie, początkowo białawe, potem szare, w końcu czarniawe, zwłaszcza brzegi. Międzyblaszki maksymalnie trzeciego rzędu.
Trzon
Wysokość 2,5–5 cm, grubość 0,5–1 mm, równy z wyjątkiem rozszerzenia u podstawy i na wierzchołku, kruchy, rurkowaty, pusty. Powierzchnia naga do delikatnie podłużnie prążkowanej (pod lupą), półprzeźroczysto-biała z kłaczkowatymi resztkami osłony częściowej i błoniastym, małym pierścieniem z frędzlami, znajdującym się na środku trzonu, lub wysoko, w jego górnej części.
Miąższ
Błoniasty, wodnistoszary, rozpływający się z wiekiem. Zapach i smak łagodny.
Cechy mikroskopowe
Zarodniki 6–8,5 × 5,5–7 × 4,5–5,5 µm, kuliste, prawie kuliste, lub słabo pięciokątne w widoku z przodu, eliptyczne z profilu, gładkie, w środku z porą rostkową, ciemnobrązowe. Wysyp zarodników czarny.
Gatunki podobne
Coprinopsis ephemeroides to mały gatunek rozwijający się na łajnie. Charakteryzuje się białawym, prążkowanym kapeluszem pokrytym kremowymi, a na środku żółtymi grudkami. Obecność pierścienia i kremowo-żółtego środka kapelusza to ważne cechy makroskopowe, które pomagają odróżnić go od bardzo podobnej tzw. czernidłówki sercowatozarodnikowej (Coprinopsis cordisporus). Gatunki te często występują razem. C cordisporus nie ma pierścienia, a grudki na jego kapeluszu są zwykle brązowe do cynamonowo-brązowych. Podobny jest też czernidłak gnojolubny (Coprinus patouillardii), ale jest większy, rozwija się raczej na resztkach roślinnych, odróżnia się także cechami mikroskopowymi.

## Występowanie i siedlisko
Podano stanowiska Coprinopsis ephemeroides w Ameryce Północnej, Środkowej i Południowej, w Europie, Azji i na niektórych wyspach Oceanu Indyjskiego. Najwięcej stanowisk podano w Europie. W 2003 r. W. Wojewoda przytoczył 5 stanowisk, w tym 3 dawne.
Naziemny grzyb saprotroficzny i koprofilny. W Polsce notowany w lasach liściastych. Rozwija się na odchodach krów, koni i innych zwierząt roślinożernych. Owocniki tworzy przez cały rok podczas wilgotnej pogody.